# Alaksandr Dziernawy
Alaksandr Dzernawy (biał. Аляксандр Дзернавы; ur. 7 kwietnia 1982) – białoruski wioślarz.

## Osiągnięcia
- Mistrzostwa Świata Juniorów – Zagrzeb 2000 – dwójka bez sternika – 4. miejsce[1].
- Mistrzostwa Świata – Sewilla 2002 – czwórka bez sternika – 15. miejsce[1].
- Mistrzostwa Świata – Gifu 2005 – ósemka – 10. miejsce[1].
- Mistrzostwa Świata – Eton 2006 – ósemka – 13. miejsce[1].
- Mistrzostwa Świata – Monachium 2007 – ósemka – 12. miejsce[1].
- Mistrzostwa Europy – Poznań 2007 – ósemka – 3. miejsce[1].